# Mannheim Bandits
Die Mannheim Bandits (ehemals: Rhein-Neckar Bandits) sind ein American-Football-Team aus Mannheim und eine Abteilung des Vereins MTG Mannheim. Das Team entstand aus dem Zusammenschluss der Hockenheim Renegades und der Heidelberg Toreros. Die Spielstätte befindet sich im Sportpark Neckarplatt / Pfeifferswörth.

## Geschichte

### Vorläufer
- 1985 spielten die Heidelberg Black Knights Regionalliga-Mitte, von 1986 bis 1988 in der 2. Bundesliga-Mitte, danach in der Verbandsliga Baden-Württemberg, 1995 nur noch in der Bezirksliga Baden-Württemberg. Ab 1997 traten sie als Heidelberg Toreros auf, zunächst in der Verbandsliga Baden-Württemberg, dann in der Oberliga Baden-Württemberg bis 2003.

- die Reilingen Renegades nahmen 1990 an der Verbandsliga Baden-Württemberg teil, 1991 an der Regionalliga Mitte (Nord). Ab 1992 traten sie als Rhein-Neckar Renegades auf, bis 1993 in der Regionalliga, dann in der Verbandsliga, von 1995 bis 1997 in der Oberliga Baden-Württemberg. 1998 erfolgte die Umbenennung in Hockenheim Renegades. 2002 und 2003 nahmen sie an der Oberliga Baden-Württemberg A teil.

### Bandits
- 2003: Mitte des Jahres 2003 trafen sich Vertreter der Hockenheim Renegades und Heidelberg Toreros zu einem ersten Sondierungsgespräch. Es wurde schnell klar, dass es eine Zukunft nur als ein gemeinsames Team geben konnte. Ende 2003 wurde dies unter dem Namen Rhein-Neckar Bandits gegründet.

- 2004: Die erste Saison der Rhein-Neckar Bandits in der Oberliga Baden-Württemberg, die mit einer Perfect Season als Meister beendet wurde.

- 2005: Nachdem es mit dem bisherigen Hauptverein (DJK Hockenheim) zum Bruch gekommen war, entschied man sich zu einem Umzug nach Mannheim. Hier wurde mit der MTG Mannheim ein Verein gefunden, der die großen Ziele der Mannschaft unterstützte. In der ersten Saison in der Regionalliga-Mitte erlebte man dann Höhen und Tiefen, konnte auswärts nur einen einzigen Punkt erringen, bot jedoch dem Publikum im heimischen Stadion immer wieder ein Footballfest mit vielen Punkten. So stand am Ende der vierte Platz und der Klassenerhalt.

- 2008 wurde in der Regionalliga-Mitte mit einer Niederlage der zweite Platz hinter den Kaiserslautern Pikes belegt. Beide Mannschaften konnten in die Zweite Liga aufsteigen.

- Die German Football League 2 2009 endete mit einer ausgeglichenen Bilanz und dem 5. Platz.

- 2010: Anfang 2010 kam es zur Gründung einer zweiten Mannschaft. Diese spielt seit der Saison 2010 in der Landesliga Baden-Württemberg. Trainiert wurde sie von Cedrick Hardy.

- 2012: Nachdem die Bandits in die GFL 1 aufstiegen, galten sie zunächst als Außenseiter. Von 14 Spielen wurden allerdings 10 gewonnen, darunter im Herbst auch gegen den Titelverteidiger Schwäbisch Hall Unicorns. Hinter den Hallern belegten die Bandits den zweiten Tabellenplatz und konnten sie sich damit für ein Heimspiel in den Play-offs qualifizieren. Hier unterlagen sie im Viertelfinale den Dresden Monarchs.

- 2013 erreichten die Bandits in der GFL 1 Süd mit neun Siegen den vierten Platz und qualifizierten sich erneut für die Playoffs. Im Viertelfinale verloren sie bei den späteren German-Bowl-Siegern, den New Yorker Lions aus Braunschweig, mit 21:28.

- 2014 war ein Jahr der Konsolidierung. Mit drei Siegen und einem siebten Platz sicherten sich die Bandits lediglich den Klassenerhalt.

- die German Football League 2015 brachte zwei Siege und damit erneut den vorletzten Platz samt Klassenerhalt.

- in der German Football League 2016 verloren die Bandits alle 14 Spiele mit einer Bilanz von 12:51 und unterlagen in den Relegationsspielen den Ingolstadt Dukes ebenso deutlich.

- 2017 waren die Bandits für die German Football League 2 qualifiziert. Doch zerfiel die 1. Mannschaft nach dem Abstieg aus der 1. Liga, so dass kein spielfähiges Team mehr zustande kam. Aus diesem Grund entschied man sich zu einem Neustart mit der bisherigen 2. Mannschaft sowie den verbliebenen Spielern aus der 1. Mannschaft in der niedrigsten Spielklasse, der Kreisliga BaWü. Die Saison wurde mit dem zweiten Platz bei neun Siegen und einer Niederlage beendet.

- Nach Ende der Saison 2017 erfolgte als Zeichen des Neubeginns eine Namensänderung zu Mannheim Bandits. Als Head Coach für die Saison wurde Thomas Zupon verpflichtet. Durch eine Ligareform stiegen sie in die Bezirksliga Baden-Württemberg auf.

- Die Saison 2018 beendeten sie mit 7 Siegen und 2 Niederlagen in der Bezirksliga. Mit einem Score von 287:122 gelang den Bandits erneut der Sprung auf den 2. Platz. Nach 2 weiteren gewonnenen Relegationsspielen gegen die Offenburg Miners stiegen sie in die Landesliga Baden-Württemberg auf. In der Offseason gab es zudem personelle Veränderungen der Coaching Crew: Thomas Smythe (HC/OC/QB), Kevin Moore (DC), Kevin Hambrecht (OL), Lars Naber (RB), Marcel Siegmund (WR), Jay Lopez (LB). Unterstützung bekamen sie zudem von der Coaching Crew der eigenen U19-GFLJ-Mannschaft: Andy Meyer (HC/DL), Danny Washington (OC/RB), Daniel McCray (DC/LB), Silvio Keil (OL), Tobias Lederer (QB), Nadja Quast (WR), Alexander Schneider (DB).

## Teams der Mannheim Bandits
- Bandits, die 1. Mannschaft (Tacklefootball), spielten 2017 in der Kreisliga Baden-Württemberg

- Junior Bandits, Jugendmannschaft (Tacklefootball), spielten 2008 und 2009 in der Jugendbundesliga (GFLJ). Nach verlorenem Relegationsspiel gegen die Jugendmannschaft der Franken Knights kam es 2009 zum Abstieg in die Jugendleistungsliga. Durch eine Ligaumstrukturierung spielen die Juniors seit 2010 wieder in der Jugendbundesliga (GFLJ). 2012 schaffte es das Team zum ersten Mal an den Play-offs teilzunehmen.

- Banditaz, Damenfootball-Mannschaft (Tacklefootball), im Aufbau

- Rookie Bandits, Jugendmannschaft (Tacklefootball), spielten 2012 in der Jugendliga B und C Baden-Württemberg

- Flag Bandits, Jugendmannschaft (Flag Football), spielen seit 2012 in der Jugend-Flagliga Baden-Württemberg

Die Six Shooters Cheerleader sind Teil der American-Football-Abteilung und umfassen folgende Teams:
- Six Shooters Lady Gun, Senior All Girl Cheerleader Team

- Six Shooters Squirt Guns, Junior All Girl Cheerleader Team

- Six Shooters Red Scarves, Senior Cheer Dance Team, gegründet 2011, Baden-Württemberg-Meister - Cheerdance 2012

- Six Shooters Senior Partnerstunt, Mareike und Eric, gegründet 2011

- Six Shooters Senior Coed Groupstunt, Outlaws, gegründet 2011